# Capua (djur)
Capua är ett släkte av fjärilar som beskrevs av Stephens 1834. Capua ingår i familjen vecklare.

## Dottertaxa tillCapua, i alfabetisk ordning[1][2]
- Capua abnegatana
- Capua acrita
- Capua acritodes
- Capua acrographa
- Capua admotella
- Capua adynata
- Capua aeluropa
- Capua albidana
- Capua alopecana
- Capua ammochroa
- Capua arctophaea
- Capua arcuata
- Capua argentinotata
- Capua aridela
- Capua arrecta
- Capua arrosta
- Capua arrythmodes
- Capua asemantica
- Capua atristrigana
- Capua aurantiaca
- Capua belophora
- Capua cassia
- Capua castanitis
- Capua catharia
- Capua catoxia
- Capua cepsana
- Capua ceramica
- Capua changi
- Capua chimerinana
- Capua chloraspis
- Capua chrysostoma
- Capua cirrhanthes
- Capua cirrhoptera
- Capua clarana
- Capua cnaphalodes
- Capua coenotoca
- Capua confragosa
- Capua constrictana
- Capua cornigera
- Capua cosmopis
- Capua crepusculana
- Capua crypserythra
- Capua dasycerca
- Capua debiliana
- Capua decolorana
- Capua detritana
- Capua deuterastis
- Capua diemeniana
- Capua diphtheroides
- Capua disputana
- Capua dryina
- Capua dura
- Capua dyslecta
- Capua effulgens
- Capua endocypha
- Capua ephedra
- Capua epiloma
- Capua erythrosema
- Capua eucamata
- Capua eucycla
- Capua eugrapta
- Capua euphona
- Capua euryochra
- Capua euryphaea
- Capua euthemon
- Capua euzona
- Capua fabrilis
- Capua favillaceana
- Capua flavocincta
- Capua flavopicta
- Capua fusciceps
- Capua fuscicepsana
- Capua gitona
- Capua glycypolia
- Capua gongylia
- Capua gyrobathra
- Capua hedyma
- Capua hemicosmana
- Capua hyperetana
- Capua incorrupta
- Capua infaustana
- Capua intractana
- Capua ischnomorpha
- Capua lentiginosana
- Capua leptophracta
- Capua leptospila
- Capua leucobela
- Capua leucospila
- Capua leucostacta
- Capua liparochra
- Capua lissochrysa
- Capua lunifera
- Capua malacotorna
- Capua marcidana
- Capua melanatma
- Capua melancrocana
- Capua melanophragma
- Capua mersana
- Capua metacentra
- Capua microphaea
- Capua montanana
- Capua montivagana
- Capua morosa
- Capua multistriata
- Capua mundulana
- Capua mutatana
- Capua myopolia
- Capua naias
- Capua nimbosa
- Capua notograpta
- Capua notopasta
- Capua nummulata
- Capua obfuscatana
- Capua ochraceana
- Capua ochrobaphes
- Capua oheoheana
- Capua ophthalmias
- Capua oxycelis
- Capua oxydesma
- Capua oxygona
- Capua oxygrammana
- Capua pancapna
- Capua pantherina
- Capua paraloxa
- Capua parastactis
- Capua pentazona
- Capua pernitida
- Capua petrophora
- Capua phaeosema
- Capua phellodes
- Capua phryctora
- Capua picta
- Capua placodes
- Capua placoxantha
- Capua plathanana
- Capua plinthoglypta
- Capua polias
- Capua poliobaphes
- Capua polydesma
- Capua porcana
- Capua promiscua
- Capua psammocyma
- Capua pseudarcha
- Capua pterotropiana
- Capua ptilocrossa
- Capua pylora
- Capua reclina
- Capua repentina
- Capua reynoldsiana
- Capua rhynchota
- Capua ruficapilla
- Capua rusticana
- Capua santalata
- Capua scaphosema
- Capua semiferana
- Capua siderantha
- Capua sidneyana
- Capua solana
- Capua sordidatana
- Capua spilonoma
- Capua symphonica
- Capua tapinopis
- Capua tarachota
- Capua terreana
- Capua tetraplasandra
- Capua tetraplasia
- Capua thaleropis
- Capua thelmae
- Capua thermaterrima
- Capua thiodyta
- Capua tolmera
- Capua triadelpha
- Capua trigonifer
- Capua tylonota
- Capua vacuana
- Capua variegata
- Capua vulgana
- Capua vulpina
- Capua xanthogona
- Capua xuthochyta
- Capua xylophaea
- Capua zapyrrha
- Capua zygiana